# Gerrie Knetemann
Gerrie Knetemann, né le 6 mars 1951 à Amsterdam et mort le 2 novembre 2004 à Bergen, est coureur cycliste néerlandais.

## Biographie
Gerrie Knetemann devient professionnel en 1974 avec l'équipe Gan-Mercier. Il gagne l'Amstel Gold Race cette année-là. De 1977 à 1983, il roule pour l'équipe TI-Raleigh. En 1978, il devient Champion du monde sur route et remporte Paris-Nice. En 1984, il court pour Europ Decor - Boule d'Or. L'année suivante, il rejoint Skil - Sem, et gagne l'Amstel Gold Race une deuxième fois. De 1986 à 1989, il est membre de l'équipe PDM-Ultima-Concorde, puis met fin à sa carrière de coureur. En douze participations au Tour de France, il compte dix victoires d'étapes individuelle et neuf contre-la-montre par équipes avec Ti-Raleigh. Il a porté le maillot jaune pendant huit jours.
Pendant sa carrière de coureur, il a subi un contrôle positif à l'éphédrine lors du Critérium du Dauphiné libéré 1974. À nouveau soupçonné en 1977, la contre-expertise se révèle négative.
Il est ensuite devenu directeur sportif de l'équipe PDM, puis sélectionneur de l'équipe cycliste des Pays-Bas.
Il est décédé à la suite d'un arrêt cardiaque, à l'âge de 53 ans. Il effectuait une promenade en VTT à Bergen (nord-ouest des Pays-Bas) avec trois amis quand il a été pris d'un malaise. Depuis 2004, le Gerrie Knetemann Trofee récompense le meilleur espoir néerlandais de l'année.
Son épouse Gré Donker a également été coureuse cycliste. Ils ont eu un fils et deux filles, dont Roxane, née en 1987 et passée professionnelle en 2006.

## Palmarès

### Palmarès amateur
- 1971
  - 3e étape de l'Olympia's Tour
  - 1rea étape du Circuit des Mines[1]
  - 3e du Circuit des Mines
- 1973
  - Circuit Het Volk amateurs
  - 4e et 9e étapes du Tour d'Algérie
  - 3e étape de la Cinturón a Mallorca
  - 2e de Gand-Wevelgem amateurs
  - 3e de la Flèche flamande
  - 3e de l'Omloop van Zeeuws-Vlaanderen

### Palmarès professionnel
- 1974
  - Amstel Gold Race
  - 1reb étape du Critérium du Dauphiné libéré
  - 2e de l'Étoile de Bessèges
  - 2e du Circuit du Pays de Waes
  - 10e du Grand Prix de Zurich
- 1975
  - 3e étape du Tour de Romandie
  - Prologue du Tour de l'Oise
  - 12e étape du Tour de France
  - 3e étape de l'Étoile des Espoirs
  - 2e du Tour de l'Oise
  - 3e du Grand Prix de Montauroux
  - 3e du Grand Prix de Monaco
  - 3e de Paris-Nice
  - 3e de la Flèche brabançonne
  - 3e du Tour d'Indre-et-Loire
  - 3e du Trophée Baracchi (avec Hennie Kuiper)
  - 6e de la Flèche wallonne
  - 7e de l'Amstel Gold Race
  - 7e de Liège-Bastogne-Liège
  - 7e de Tours-Versailles
  - 10e du championnat du monde sur route
- 1976
  - Tour d'Andalousie :
    - Classement général
    - 1rea et 7ea (contre-la-montre) étapes

  - Tour des Pays-Bas :
    - Classement général
    - 4e étape

  - 3e du Tour de Luxembourg
  - 10e de Paris-Nice
- 1977
  - 3e et 6eb (contre-la-montre) étapes de Paris-Nice
  - Grand Prix de Francfort
  - Classement général des Quatre Jours de Dunkerque
  - 19e et 21e étapes du Tour de France
  - 2e de Paris-Nice
  - 2e de la Flèche brabançonne
  - 2e de la Nokere Koerse
  - 2e de l'Amstel Gold Race
  - 2e du Tour de Luxembourg
  - 3e du championnat des Pays-Bas sur route
  - 5e de la Flèche wallonne
  - 7e du Grand Prix des Nations
  - 7e du Super Prestige Pernod
- 1978
  -  Champion du monde sur route
  - Tour méditerranéen :
    - Classement général
    - 4eb étape (contre-la-montre)

  - Paris-Nice :
    - Classement général
    - 1re (contre-la-montre), 2e et 7eb (contre-la-montre) étapes

  - Grand Prix Pino Cerami
  - Tour de Zélande centrale
  - Prologue du Tour de Suisse
  - 18e et 22e étapes du Tour de France
  - 5ea étape du Tour des Pays-Bas
  - 2e de Paris-Bruxelles
  - 3e des Quatre Jours de Dunkerque
  - 4e de la Flèche wallonne
  - 4e du Super Prestige Pernod
  - 6e de l'Amstel Gold Race
- 1979
  - Prologue de Paris-Nice
  - Prologue, 3ea (contre-la-montre), 6e et 9eb (contre-la-montre) étapes du Tour de Suisse
  - Prologue et 22e étapes du Tour de France
  - 1re étape du Tour des Pays-Bas
  - 2e du Tour méditerranéen
  - 2e du Tour du Limbourg
  - 2e de la Flèche brabançonne
  - 2e du Circuit de la vallée de la Lys
  - 2e du Tour des Pays-Bas
  - 3e de Paris-Nice
- 1980
  - Tour méditerranéen :
    - Classement général
    - Prologue

  - Prologue et 7eb étape (contre-la-montre) de Paris-Nice
  - Tour de Belgique :
    - Classement général
    - 2e étape (contre-la-montre par équipes)

  - Tour de Zélande centrale
  - 12e étape du Tour de France
  - Tour des Pays-Bas :
    - Classement général
    - 5eb étape (contre-la-montre par équipes)

  - 3e de Paris-Nice
  - 3e du Grand Prix Eddy Merckx
- 1981
  - Nokere Koerse
  - 5eb étape du Tour de Romandie (contre-la-montre)
  - Tour des Pays-Bas :
    - Classement général
    - 2eb étape (contre-la-montre)

  - 2e du championnat des Pays-Bas sur route
  - 8e du Grand Prix de Zurich
  - 9e de Liège-Bastogne-Liège
- 1982
  - Prologue et 4e étape de Tirreno-Adriatico
  - Trois Jours de La Panne :
    - Classement général
    - 1reb étape (contre-la-montre)

  - 4e et 11e étapes du Tour de France
  - 2e de Tirreno-Adriatico
  - 3e du Tour de Zélande centrale
  - 3e du Tour des Pays-Bas
- 1983
  - Tour méditerranéen :
    - Classement général
    - 4eb étape (contre-la-montre)

  - 2e de Tirreno-Adriatico
  - 3e de l'Étoile de Bessèges
- 1984
  - Prologue et 5eb étape (contre-la-montre) du Tour d'Andalousie
  - Prologue du Tour de la Communauté valencienne
  - Grand Prix Pino Cerami
- 1985
  - Amstel Gold Race
- 1986
  - 2e étape du Tour de Suisse
  - Tour des Pays-Bas :
    - Classement général
    - 4eb étape (contre-la-montre)
- 1987
  - Classement général du Tour de Suède
  - 3e du Prix national de clôture

### Résultats sur les grands tours

#### Tour de France
13 participations
- 1974 : 38e
- 1975 : 63e, vainqueur de la 12e étape
- 1976 : non-partant (15e étape)
- 1977 : 31e, vainqueur du prix de la combativité et des 19e et 21e étapes
- 1978 : 43e, vainqueur des 18e et 22e étapes,  maillot jaune pendant 2 jours
- 1979 : 30e, vainqueur du prologue et de la 22e étape,  maillot jaune pendant 1 jour
- 1980 : 38e, vainqueur de la 12e étape,   maillot jaune pendant 1 jour
- 1981 : 55e,  maillot jaune pendant 4 jours
- 1982 : 47e, vainqueur des 4e et 11e étapes (contre-la-montre)
- 1984 : 103e
- 1986 : 84e
- 1987 : 89e
- 1988 : abandon (6e étape)

#### Tour d'Italie
1 participation 
- 1985 : 94e

#### Tour d'Espagne
2 participations 
- 1976 : abandon (15e étape)
- 1986 : 59e

### Palmarès sur piste
| - 1976 - 2e du championnat des Pays-Bas des 50 km sur piste - 1978 - Six jours de Maastricht (avec René Pijnen) - Six jours de Gand (avec Patrick Sercu) - 2e des Six jours de Londres (avec Jan Raas) - 1979 - 2e des Six jours de Rotterdam (avec René Pijnen) - 1980 - Course derrière derny de Twello - Course derrière derny de Berkel - 1981 - Champion d'Europe de course derrière derny | - 1982 - Champion d'Europe de course derrière derny - Course derrière derny de Rotterdam - Course derrière derny de Schijndel - 1984 - Champion des Pays-Bas de course derrière derny - 1985 - Six jours de Madrid (avec José Luis Navarro) - Course derrière derny de Tiburg - 3e des Six jours de Rotterdam (avec Roman Hermann) - 1986 - Course derrière derny de Leyde - Course derrière derny d'Oostvoorne |  |

## Distinctions
- Sportif néerlandais de l'année : 1978
- Cycliste néerlandais de l'année : 1984